# Pat Healy (lottatore)
Patrick Healy (Salem, 20 luglio 1983) è un atleta di arti marziali miste statunitense.
Combatte nella categoria dei pesi leggeri per l'organizzazione Titan FC.
Ha combattuto a più riprese nella prestigiosa promozione UFC prima nel 2006 e poi dal 2013 al 2014, ovvero dopo l'avvenuta fusione tra l'UFC e la Strikeforce che aveva Healy sotto contratto.
In passato è stato campione dei pesi welter nella promozione canadese MFC e vanta un record di 7-1 nella defunta promozione Strikeforce.
Nonostante un record di carriera non eccezionale Healy vanta importanti vittorie su atleti del calibro di Carlos Condit, Paul Daley e Dan Hardy, nonché una vittoria su Jim Miller che venne cambiata in "No Contest" in quanto Healy venne trovato positivo all'utilizzo di marijuana.
Ha un fratello gemello, Ryan Healy, anch'egli lottatore professionista di MMA.

## Carriera nelle arti marziali miste

### Inizi: promozioni minori e WEC
Healy fa il suo esordio come lottatore professionista di arti marziali miste nell'agosto 2001 in una promozione di basso rilievo, dove viene sconfitto per KO dal futuro lottatore UFC e Bellator Brad Blackburn.
Prosegue per anni combattendo nei pesi welter in leghe minori e con risultati mediocri, dato che dall'esordio all'aprile 2005 mise a segno un record personale di 7-7, dove l'unica vittoria di rilievo fu quella per sottomissione contro il futuro contendente al titolo dei pesi welter UFC Dan Hardy, e venne invece sconfitto da vari lottatori tra i quali il futuro finalista del Pride grand prix Denis Kang, il karateka Derrick Noble e l'esperto Dave Strasser.
Successivamente esordì nella promozione WEC, organizzazione che divenne famosa negli anni a seguire soprattutto per le più leggere categorie di peso: qui perse il primo incontro per una dubbia decisione dei giudici di gara contro la stella UFC Chris Lytle, mentre nella successiva sfida sempre per la WEC sconfisse l'ex UFC Tiki Ghosn.
Tra il 2005 ed il 2006 riuscì a migliorare le proprie prestazioni, portando a casa importantissime vittorie contro uno dei più forti striker in circolazione quale era Paul Daley e soprattutto contro il futuro campione WEC e UFC Carlos Condit per sottomissione, lottatore che negli anni a seguire diverrà in assoluto uno dei pesi welter più forti del mondo; perse anche degli incontri contro il futuro vincitore dei tornei Bellator Jay Hieron, il futuro contendente al titolo WEC Carlo Prater e il futuro lottatore UFC Chris Wilson.

### Esordio in UFC, IFL e titolo MFC
Con un record personale di 15-11 Healy entra nella prestigiosissima organizzazione Ultimate Fighting Championship, al tempo considerata la migliore al mondo di arti marziali miste.
L'esordio sarà il suo unico incontro in tale federazione, in quanto nell'evento UFC Fight Night 6 viene sconfitto per sottomissione nel primo round dal carneade Anthony Torres, venendo immediatamente licenziato dall'UFC.
Prosegue con altre promozioni minori come l'IFL, dove batte il futuro lottatore UFC Mike Guymon ma perde contro Rory Markham e contro il futuro top 5 dei pesi welter Jake Ellenberger.
Nel 2008 viene messo sotto contratto dalla canadese Maximum Fighting Championship, dove può subito combattere per il titolo di categoria contro il futuro lottatore della Bellator Ryan Ford: Healy sottomette l'avversario con una leva al braccio e diviene campione dei pesi welter MFC, suo primo titolo in carriera.
Nel 2009 difende il titolo nel rematch contro Ford, vincendo nuovamente ma questa volta ai punti.
Per il resto dell'anno combatte in altre promozioni e viene chiamato dalla Shark Fights come sfidante per il titolo detenuto dal campione TJ Waldburger: Waldburger vinse l'incontro ai punti, e dopo la difesa del titolo venne messo sotto contratto con l'UFC.
Nel 2010 Healy passa nella categoria dei pesi leggeri.

### Strikeforce
Con un record personale di 22 vittorie e 15 sconfitte Pat Healy esordisce nella prestigiosa Strikeforce il 21 maggio 2010 contro l'altro esordiente Bryan Travers, vincendo l'incontro ai punti.
Successivamente affronta l'ex campione Josh Thomson, il quale nell'incontro precedente perse il titolo per mando di Gilbert Melendez: Healy viene sottomesso con uno strangolamento nel terzo round, subendo quindi la sua sedicesima sconfitta in carriera e la prima in Strikeforce.
Dal 2011 inizia una fortunata serie di vittorie che lo portano alla ribalta come un possibile contendente al titolo dei pesi leggeri, sempre saldamente nelle mani del campione Gilbert Melendez: Healy ha la meglio ai punti su Lyle Beerbohm e sul debuttante Eric Wisely, sottomette l'ex campione Pancrase Maximo Blanco ed il wrestler Caros Fodor, per poi ottenere una dubbia vittoria per decisione dei giudici di gara contro il campione Deep Mizuto Hirota, vittoria che molti pensarono spettasse al giapponese.
A quel punto nel 2012 Healy sembrò l'unico possibile contendente al titolo di Gilbert Melendez, il quale nell'incontro precedente sconfisse per la seconda volta Josh Thomson; il match tra Healy ed il campione venne imbastito per il 29 settembre 2012, ma giusto una settimana prima Melendez si infortunò in allenamento e l'intero evento saltò, causando il posticipo del match titolato al gennaio 2013; nel novembre 2012 Melendez si infortunò nuovamente e la sfida titolata, programmata con l'ultimo evento della storia della Strikeforce, saltò definitivamente, impedendo quindi ad Healy la possibilità di aver lottato per tale cintura.
Combatte comunque un ultimo incontro in Strikeforce sconfiggendo Kurt Holobaugh e terminando la propria esperienza con la promozione di San Jose con un record parziale di sette vittorie ed una sola sconfitta.

### Ritorno in UFC
Nel 2013 l'UFC completò l'accorpamento della Strikeforce al suo interno di fatto dismettendo quest'ultima, e di conseguenza Healy venne aggiunto al già folto roster dei pesi leggeri dell'UFC.
Tornò quindi a combattere nell'ottagono il 27 aprile 2013 contro il contendente numero 4 dei ranking UFC Jim Miller, riuscendo in un impensabile upset con una vittoria per sottomissione durante la terza ripresa, la trentesima della sua carriera; dopo tale vittoria Healy venne classificato tra i primi dieci pesi leggeri al mondo sia nei ranking ufficiali UFC ché in quelli dei vari siti specializzati, ma un successivo test trovò Healy positivo all'utilizzo di marijuana: il risultato dell'incontro venne cambiato in No Contest e al lottatore dell'Oregon vennero revocati i premi Submission of the Night e Fight of the Night.
In settembre venne sconfitto dall'imbattuto talento russo Khabib Nurmagomedov che dominò Healy grazie alla miglior lotta.
In dicembre avrebbe dovuto affrontare l'ex campione WEC Jamie Varner, ma quest'ultimo s'infortunò ad un mese dall'incontro e venne sostituito con Bobby Green: Healy subì a sorpresa la seconda sconfitta consecutiva, anche in questo caso ai punti.
La terza sconfitta in serie arriva nell'aprile del 2014 contro l'ex contendente Strikeforce Jorge Masvidal, sempre ai punti.
In luglio subisce la propria 20-esima sconfitta in carriera per mano del gatekeeper Gleison Tibau, venendo conseguentemente licenziato dall'UFC per la seconda volta in carriera.

### Titan Fighting Championships
Dopo il licenziamento Pat Healy torna a combattere già nel dicembre 2014 con una sudata vittoria sull'ex Bellator Ricardo Tirloni in terra argentina, dove sostituiva l'indisponibile Diego Nunes.
Subito dopo tale vittoria Healy firmò un contratto con la promozione emergente Titan FC.

### Risultati nelle arti marziali miste
| Risultato  | Record    | Avversario          | Metodo                               | Evento                                      | Data              | Round | Tempo | Città                         | Note                                                    |
| ---------- | --------- | ------------------- | ------------------------------------ | ------------------------------------------- | ----------------- | ----- | ----- | ----------------------------- | ------------------------------------------------------- |
| Sconfitta  | 34-24 (1) | Magomed Raisov      | KO (Tecnico)                         | ACB 78: Young Eagles 24                     | 13 Gennaio 2018   | 1     | 1:37  | Grozni, Russia                |                                                         |
| Vittoria   | 34-23 (1) | Brendan Loughnane   | Decisione (split)                    | ACB 65: Silva vs. Agnaev                    | 22 Luglio 2017    | 3     | 5:00  | Sheffield, Inghilterra        |                                                         |
| Sconfitta  | 33-23 (1) | Leandro Silva       | KO Tecnico(Pugni)                    | ACB 51: Silva vs. Torgeson                  | 13 Gennaio 2017   | 1     | 0:38  | California, Stati Uniti       |                                                         |
| Sconfitta  | 33-22 (1) | Gesias Cavalcante   | KO (Pugni)                           | Titan FC 39:Cavalcante vs. Healy            | 10 Giugno 2016    | 1     | 2:07  | Florida, Stati Uniti          | per il titolo dei Pesi Leggeri Titan                    |
| Vittoria   | 33-21 (1) | Muhsin Corbbrey     | Decisione (unanime)                  | Titan FC 37: Night of Champions             | 4 Marzo 2016      | 3     | 5:00  | Washington, Stati Uniti       |                                                         |
| Sconfitta  | 32-21 (1) | Rick Hawn           | Decisione (Split)                    | Titan FC 35                                 | 19 Settembre 2015 | 5     | 5:00  | Washington, Stati Uniti       | Perso il titolo dei Pesi Leggeri per mancato Peso Titan |
| Vittoria   | 32-20 (1) | Marcus Edwards      | KO (Tecnico)                         | Titan FC 34: Night of Champions             | 18 Luglio 2015    | 2     | 3:17  | Missouri, Stati Uniti         | Dffende il titolo dei Pesi Leggeri Titan FC             |
| Vittoria   | 31-20 (1) | Kurt Kinser         | Decisione (split)                    | Titan FC 33: Night of Champions             | 20 marzo 2015     | 5     | 5:00  | Mobile, Stati Uniti           | Vinto il titolo dei Pesi Leggeri Titan FC               |
| Vittoria   | 30-20 (1) | Ricardo Tirloni     | Decisione (non unanime)              | Arena Tour 4                                | 20 dicembre 2014  | 3     | 5:00  | Buenos Aires, Argentina       |                                                         |
| Sconfitta  | 29-20 (1) | Gleison Tibau       | Decisione (unanime)                  | UFC Fight Night: Cerrone vs. Miller         | 16 luglio 2014    | 3     | 5:00  | Atlantic City, Stati Uniti    |                                                         |
| Sconfitta  | 29-19 (1) | Jorge Masvidal      | Decisione (unanime)                  | UFC on Fox: Werdum vs. Browne               | 19 aprile 2014    | 3     | 5:00  | Orlando, Stati Uniti          |                                                         |
| Sconfitta  | 29-18 (1) | Bobby Green         | Decisione (unanime)                  | UFC on Fox: Johnson vs. Benavidez 2         | 14 dicembre 2013  | 3     | 5:00  | Sacramento, Stati Uniti       |                                                         |
| Sconfitta  | 29-17 (1) | Khabib Nurmagomedov | Decisione (unanime)                  | UFC 165: Jones vs. Gustafsson               | 21 settembre 2013 | 3     | 5:00  | Toronto, Canada               |                                                         |
| No Contest | 29-16 (1) | Jim Miller          | No Contest (marijuana)               | UFC 159: Jones vs. Sonnen                   | 27 aprile 2013    | 3     | 4:02  | Newark, Stati Uniti           |                                                         |
| Vittoria   | 29-16     | Kurt Holobaugh      | Decisione (unanime)                  | Strikeforce: Marquardt vs. Saffiedine       | 12 gennaio 2013   | 3     | 5:00  | Oklahoma City, Stati Uniti    |                                                         |
| Vittoria   | 28–16     | Mizuto Hirota       | Decisione (unanime)                  | Strikeforce: Rockhold vs. Kennedy           | 14 luglio 2012    | 3     | 5:00  | Portland, Stati Uniti         |                                                         |
| Vittoria   | 27–16     | Caros Fodor         | Sottomissione (triangolo di braccio) | Strikeforce: Tate vs. Rousey                | 3 marzo 2012      | 3     | 3:35  | Columbus, Stati Uniti         |                                                         |
| Vittoria   | 26–16     | Maximo Blanco       | Sottomissione (rear naked choke)     | Strikeforce: Barnett vs. Kharitonov         | 10 settembre 2011 | 2     | 4:27  | Cincinnati, Stati Uniti       |                                                         |
| Vittoria   | 25–16     | Eric Wisely         | Decisione (unanime)                  | Strikeforce Challengers: Gurgel vs. Duarte  | 12 agosto 2011    | 3     | 5:00  | Las Vegas, Stati Uniti        |                                                         |
| Vittoria   | 24–16     | Lyle Beerbohm       | Decisione (unanime)                  | Strikeforce Challengers: Beerbohm vs. Healy | 18 febbraio 2011  | 3     | 5:00  | Cedar Park, Stati Uniti       |                                                         |
| Sconfitta  | 23–16     | Josh Thomson        | Sottomissione (rear naked choke)     | Strikeforce: Fedor vs. Werdum               | 26 giugno 2010    | 3     | 4:27  | San Jose, Stati Uniti         |                                                         |
| Vittoria   | 23–15     | Bryan Travers       | Decisione (unanime)                  | Strikeforce Challengers: Lindland vs. Casey | 21 maggio 2010    | 3     | 5:00  | Portland, Stati Uniti         | Debutto in Strikeforce                                  |
| Vittoria   | 22–15     | Sidney Silva        | KO Tecnico (ginocchiata al corpo)    | W-1 MMA: Bad Blood                          | 20 marzo 2010     | 2     | 2:33  | Montréal, Canada              | Passa ai Pesi Leggeri                                   |
| Vittoria   | 21–15     | Sal Woods           | Sottomissione (brabo choke)          | TTP: Warriors Collide                       | 3 ottobre 2009    | 1     | 4:31  | Glen Carbon, Stati Uniti      |                                                         |
| Sconfitta  | 20–15     | TJ Waldburger       | Decisione (unanime)                  | Shark Fights 6                              | 12 settembre 2009 | 3     | 5:00  | Amarillo, Stati Uniti         | Per il titolo dei Pesi Welter Shark Fights              |
| Vittoria   | 20–14     | Ryan Ford           | Decisione (non unanime)              | MFC 20: Destined for Greatness              | 20 febbraio 2009  | 5     | 5:00  | Stony Plain 135, Canada       | Difende il titolo dei Pesi Welter MFC                   |
| Vittoria   | 19–14     | Ryan Ford           | Sottomissione (armbar)               | MFC 17: Hostile Takeover                    | 25 luglio 2008    | 3     | 3:00  | Edmonton, Canada              | Vince il titolo dei Pesi Welter MFC                     |
| Sconfitta  | 18–14     | Jake Ellenberger    | Decisione (unanime)                  | IFL: Las Vegas                              | 29 febbraio 2008  | 3     | 4:00  | Las Vegas, Stati Uniti        |                                                         |
| Vittoria   | 18–13     | Mike Guymon         | Decisione (non unanime)              | IFL: Las Vegas                              | 16 giugno 2007    | 3     | 4:00  | Las Vegas, Stati Uniti        |                                                         |
| Sconfitta  | 17–13     | Rory Markham        | KO (pugni)                           | IFL: Moline                                 | 7 aprile 2007     | 3     | 1:47  | Moline, Stati Uniti           |                                                         |
| Vittoria   | 17–12     | Ray Steinbeiss      | Decisione (unanime)                  | IFL: Oakland                                | 19 gennaio 2007   | 3     | 4:00  | Oakland, Stati Uniti          |                                                         |
| Vittoria   | 16–12     | Tim Stout           | Sottomissione                        | Wild Bill's: Fight Night 5                  | 17 novembre 2006  | 1     | 2:10  | Duluth, Stati Uniti           |                                                         |
| Sconfitta  | 15–12     | Anthony Torres      | Sottomissione (rear naked choke)     | UFC Fight Night 6                           | 17 agosto 2006    | 1     | 2:37  | Las Vegas, Stati Uniti        | Debutto in UFC                                          |
| Vittoria   | 15–11     | Carlos Condit       | Sottomissione (rear naked choke)     | Extreme Wars 3: Bay Area Brawl              | 3 giugno 2006     | 3     | 2:53  | Oakland, Stati Uniti          |                                                         |
| Vittoria   | 14–11     | Steve Schneider     | Sottomissione (rear naked choke)     | TFC 3: Red River Rumble                     | 20 maggio 2006    | 1     | 3:54  | Durant, Stati Uniti           |                                                         |
| Vittoria   | 13–11     | Brandon Melendez    | Sottomissione (rear naked choke)     | SF 15: Tribute                              | 8 aprile 2006     | 2     | 2:56  | Oregon, Stati Uniti           |                                                         |
| Vittoria   | 12–11     | Tiki Ghosn          | KO Tecnico (infortunio alla spalla)  | WEC 19: Undisputed                          | 17 marzo 2006     | 3     | 0:25  | Lemoore, Stati Uniti          |                                                         |
| Sconfitta  | 11–11     | Chris Wilson        | KO (ginocchiata)                     | SF 14: Resolution                           | 6 gennaio 2006    | 1     | 1:28  | Portland, Stati Uniti         |                                                         |
| Sconfitta  | 11–10     | Carlo Prater        | Sottomissione (triangolo di braccio) | Euphoria: USA vs. Japan                     | 5 novembre 2005   | 2     | 3:57  | Atlantic City, Stati Uniti    |                                                         |
| Vittoria   | 11–9      | Curt McKinnon       | Sottomissione (ghigliottina)         | KOTC: Firestorm                             | 24 settembre 2005 | 1     | 2:01  | Calgary, Canada               |                                                         |
| Vittoria   | 10–9      | Eddy Ellis          | KO Tecnico (pugni)                   | SF 12: Breakout                             | 16 settembre 2005 | 1     | 4:40  | Portland, Stati Uniti         |                                                         |
| Sconfitta  | 9–9       | Jay Hieron          | Decisione (unanime)                  | IFC: Rock N' Rumble                         | 30 luglio 2005    | 3     | 5:00  | Reno, Stati Uniti             |                                                         |
| Vittoria   | 9–8       | Paul Daley          | Sottomissione (ghigliottina)         | SF 11: Rumble at the Rose Garden            | 9 luglio 2005     | 2     | 3:15  | Portland, Stati Uniti         |                                                         |
| Vittoria   | 8–8       | Shane Wessels       | Sottomissione (armbar)               | IFC: Michigan                               | 16 giugno 2005    | -     | -     | Michigan, Stati Uniti         |                                                         |
| Sconfitta  | 7–8       | Chris Lytle         | Decisione (non unanime)              | WEC 15: Judgment Day                        | 19 maggio 2005    | 3     | 5:00  | Lemoore, Stati Uniti          | Debutto in WEC                                          |
| Sconfitta  | 7–7       | Dustin Denes        | Decisione (unanime)                  | Absolute Fighting Championships 12          | 30 aprile 2005    | 3     | 5:00  | Fort Lauderdale, Stati Uniti  |                                                         |
| Vittoria   | 7–6       | Mike Wunderlich     | Sottomissione (rear naked choke)     | IFC: Warriors Challenge 19                  | 26 marzo 2005     | 1     | -     | Sault Ste. Marie, Stati Uniti |                                                         |
| Sconfitta  | 6–6       | Francisco Soares    | Sottomissione (heel hook)            | Freestyle Combat Challenge 18               | 5 marzo 2005      | 1     | -     | Racine, Stati Uniti           |                                                         |
| Vittoria   | 6–5       | Dan Hardy           | Sottomissione (ghigliottina)         | Absolute Fighting Championships 10          | 30 ottobre 2004   | 1     | 3:50  | Fort Lauderdale, Stati Uniti  |                                                         |
| Sconfitta  | 5–5       | Dave Strasser       | Decisione (unanime)                  | Madtown Throwdown 1                         | 21 agosto 2004    | 3     | 5:00  | Madison, Stati Uniti          |                                                         |
| Vittoria   | 5–4       | Dan Hart            | Sottomissione (rear naked choke)     | Freestyle Combat Challenge 15               | 12 giugno 2004    | 1     | 2:44  | Racine, Stati Uniti           |                                                         |
| Sconfitta  | 4–4       | Derrick Noble       | Sottomissione (ghigliottina)         | HOOKnSHOOT: Boot Camp 1.1                   | 8 marzo 2003      | 2     | -     | Evansville, Stati Uniti       |                                                         |
| Vittoria   | 4–3       | Richard Johnston    | KO Tecnico (pugni)                   | Ultimate Ring Challenge 3                   | 4 gennaio 2003    | 2     | 2:20  | Kelso, Stati Uniti            |                                                         |
| Sconfitta  | 3–3       | Brad Blackburn      | KO (pugni)                           | Rumble in the Ring 8                        | 16 novembre 2002  | 1     | 0:39  | Auburn, Stati Uniti           |                                                         |
| Sconfitta  | 3–2       | Denis Kang          | Sottomissione (ghigliottina)         | Rumble in the Ring 7                        | 20 luglio 2002    | 1     | 3:42  | Auburn, Stati Uniti           |                                                         |
| Vittoria   | 3–1       | Rich Guerin         | KO Tecnico (pugni)                   | FCFF: Throwdown on the Fairground 1         | 1º giugno 2002    | -     | -     | Prineville, Stati Uniti       |                                                         |
| Vittoria   | 2–1       | Sherk Julian        | KO Tecnico (pugni)                   | FCFF: Throwdown on the Fairground 1         | 1º giugno 2002    | -     | -     | Prineville, Stati Uniti       |                                                         |
| Vittoria   | 1–1       | Eddie Evans         | Sottomissione (rear naked choke)     | FCFF: Rumble at the Roseland 3              | 11 maggio 2002    | -     | -     | Portland, Stati Uniti         |                                                         |
| Sconfitta  | 0–1       | Brad Blackburn      | KO (pugno)                           | PPKA: Muckelshoot                           | 15 agosto 2001    | 1     | 0:39  | Auburn, Stati Uniti           |                                                         |